# ريج هاريس
ريج هاريس (بالإنجليزية: Reg Harris)‏ مواليد 1 مارس 1920 في مانشستر الكبرى، لانكشر، إنجلترا - الوفاة 22 يونيو 1992 في تشيشير، إنجلترا، كان دراج إنجليزي في صنف سباق الدراجات على المضمار. سبق أن شارك في دورة الألعاب الأولمبية الصيفية وفاز بميدالية أولمبية.

## الميداليات
| الميدالية | المسابقة                       |
| --------- | ------------------------------ |
| فضية      | الألعاب الأولمبية الصيفية 1948 |
| فضية      | الألعاب الأولمبية الصيفية 1948 |

## روابط خارجية
- ريج هاريس على موقع أرشيف الدراجات (الإنجليزية)
- ريج هاريس على موقع اللجنة الأولمبية الدولية (الإنجليزية)
- ريج هاريس على موقع أوليمبيديا (الإنجليزية)
- ريج هاريس على موقع اللجنة الأولمبية البريطانية (الإنجليزية)